# Homo economicus
L'homo economicus és, en economia neoclàssica, el concepte utilitzat per a modelitzar el comportament humà racional i egoista davant d'estímuls econòmics. Aquest individu només existeix en la teoria, ja que en la pràctica les persones prenen decisions econòmiques relacionades amb factors que van més enllà del benefici i la probabilitat, com intenta demostrar l'economia del comportament.
Si en una ciutat on només visqués l'homo economicus hi hagués un producte que té 100 compradors quan costa 50 € i té 200 compradors quan en costa 40, seria fàcil preveure que si el preu baixa a 30 € els compradors pujarien a 300. Però, en la realitat els factors com ara la moda o el prestigi de la marca del producte influeixen i fan que la demanda no segueixi un patró estricte com el que seguiria l'homo economicus.